# Grünewald (Halver)
Grünewald ist eine Hofschaft von Halver im Märkischen Kreis im Regierungsbezirk Arnsberg in Nordrhein-Westfalen (Deutschland).

## Lage und Beschreibung
Grünewald liegt auf 404 Meter über Normalnull nahe dem Gipfel des 409 Meter hohen Rafflenbergs im östlichen Halver nördlich von Ehringhausen. Weitere Nachbarorte sind  Berge, Neuenhaus, Vömmelbach und Pottheinrich.
Der Ort ist über eine Verbindungsstraße zwischen der Bundesstraße 229 und der Landesstraße L892 zu erreichen, die von Heesfeld nach Schmidtsiepen führt und auch Neuenhaus und Berge anbindet. Nördlich des Ortes entspringt der Kottensiepen, ein Zufluss der Hälver, westlich der Löhsiepen und südlich der Holensiepen, beide Zuflüsse des Vömmelbachs.

## Geschichte
Die Besiedlung des Umfelds von Grünewald kann aufgrund von Funden südlich des Ortes bereits in die Mittelsteinzeit datiert werden. Erstmals urkundlich erwähnt wurde Berge 1818, die Entstehungszeit der heutigen Siedlung dürfte nicht allzu viel früher erfolgt sein.
Im Jahre 1818 lebten sechs Einwohner im Ort. 1838 gehörte Grünewald der Ehringhauser Bauerschaft innerhalb der Bürgermeisterei Halver an. Der laut der Ortschafts- und Entfernungs-Tabelle des Regierungs-Bezirks Arnsberg als Kotten kategorisierte Ort besaß zu dieser Zeit ein Wohnhaus und ein landwirtschaftliches Gebäude. Zu dieser Zeit lebten 13 Einwohner im Ort, allesamt evangelischen Glaubens.
Das Gemeindelexikon für die Provinz Westfalen von 1887 gibt eine Zahl von zwei Einwohnern an, die in 17 Wohnhäuser lebten.
Seit dem Frühmittelalter (nach anderen Angaben seit vorgeschichtlicher Zeit) führte an Grünewald eine bedeutende Altstraße von Köln über Wipperfürth, Halver, Lüdenscheid, Werdohl und Arnsberg nach Soest vorbei, ein Handels-, Pilger- und Heerweg. Aus diesem Grund haben sich im Wald nördlich von Grünewald Hohlwegbündel und eine wegsperrende Landwehr erhalten.